# Ingolf S. Olsen
Ingolf S. Olsen (* 8. Juni 1963) ist ein färöischer Journalist, Gewerkschafter und Politiker der sozialistischen Partei Tjóðveldi, die die Unabhängigkeit der Färöer anstrebt.

## Leben
Ingolf S. Olsen schloss im Jahr 1994 die dänische Hochschule für Journalismus (Danmarks Journalisthøjskole) in Aarhus ab und arbeitete anschließend viele Jahre als Journalist bei dänischen Zeitungen. Er ging dann zurück auf die Färöer, wo er zunächst zwei Jahre bei der Tageszeitung Dimmalætting in Tórshavn beschäftigt war, um anschließend von 2004 bis 2010 beim öffentlich-rechtlichen Sender Kringvarp Føroya in verschiedenen Bereichen weiterzumachen.
Seit 2010 arbeitet er als freischaffender Journalist und ist dazu noch im Sekretariat der färöischen Fischervereinigung (Føroya Fiskimannafelag) tätig. Weiterhin ist er seit einigen Jahren im Vorstand der färöischen Medienmitarbeiterverbandes (Føroysk Miðlafólk) aktiv. Gleichfalls ist er Mitglied im färöischen Medienkontrollausschuss (Fjølmiðlanevndin).
Ingolf S. Olsen kandidierte als Abgeordneter für Tjóðveldi bei der Løgtingswahl im Jahr 2015, schaffte aber nicht den direkten Sprung ins Parlament. Über die Nachrückerliste gelangte er dann am 21. September 2015 als stimmberechtigter Vertreter doch noch ins Løgting, indem er den Sitz von Magni Arge übernahm. Dieser hatte sich zuvor entschieden das Løgtingsmandat zugunsten seines Sitzes im dänischen Folketing ruhen zu lassen.
Im Oktober 2016 wurde bekannt, dass Ingolf. S Olsen nach einem Jahr im Løgting seinen Sessel wieder räumen muss, da Magni Arge beschlossen habe seinen Folketingssitz aufzugeben und diesen Tórbjørn Jacobsen, Bürgermeister von Runavík, zu überlassen. Magni Arge beabsichtigt nach einem Jahr im Folketing nun seinen Sitz als Abgeordneter im färöischen Løgting wieder einzunehmen.

## Familie
Ingolf S. Olsen ist der Sohn von Marna und Svenning Olsen. Er ist mit Elsa Margith Davidsen verheiratet. Das Paar hat zwei Kinder und lebt in Sørvágur.